# Cratichneumon okamotoi
Cratichneumon okamotoi là một loài tò vò trong họ Ichneumonidae.